# Энен-ле-Бузонвиль
Эне́н-ле-Бузонви́ль (фр. Heining-lès-Bouzonville) — коммуна во французском департаменте Мозель региона Лотарингия. Относится к кантону Бузонвиль.

## Географическое положение
Энен-ле-Бузонвиль расположен в 37 км к северо-востоку от Меца. Соседние коммуны: Герстлен на севере, Вёльфлен-ле-Бузонвиль на юго-востоке, Шато-Руж и Обердорф на юге, Альзен и Бузонвиль на юго-западе, Фильстроф на северо-западе.

## История
- Коммуна бывшего герцогства Лотарингия. Принадлежала аббатству Сен-Круа в Бузонвиле.

## Демография
По переписи 2008 года в коммуне проживало 478 человек.

## Достопримечательности
- Следы галло-романской культуры.
- Церковь Сент-Жанна-д'Арк в местечке Леден, 1936—1939, находилась на границе с немецкой землёй Саар.
- Часовня в Шреклене XVIII века.